# هنريك إنجبريجتسون
هنريك إنجبريجتسون (بالنرويجية: Henrik Ingebrigtsen‏) مواليد 24 فبراير 1991 في النرويج، هو عداء نرويجي متخصص في 1500 متر. أفضل رقم شخصي له هو 3:31.46 (1500 م). مثل بلاده في الأولمبياد.

## الميداليات
| الميدالية | المسابقة                                    |
| --------- | ------------------------------------------- |
| ذهبية     | بطولة أوروبا لألعاب القوى 2012              |
| فضية      | بطولة أوروبا لألعاب القوى 2014              |
| برونزية   | بطولة أوروبا لألعاب القوى داخل الصالات 2015 |

## روابط خارجية
- هنريك إنجبريجتسون على موقع IMDb (الإنجليزية)

- هنريك إنجبريجتسون على موقع الاتحاد الدولي لألعاب القوى (الإنجليزية)
- هنريك إنجبريجتسون على موقع الاتحاد الأوروبي لألعاب القوى (الإنجليزية)
- هنريك إنجبريجتسون على موقع الدوري الماسي (الإنجليزية)
- هنريك إنجبريجتسون على موقع اللجنة الأولمبية الدولية (الإنجليزية)
- هنريك إنجبريجتسون على موقع أوليمبيديا (الإنجليزية)